# Man to Man
Man to Man (hangul: 맨투맨) é uma série de televisão sul-coreana exibida pela JTBC de 21 de abril a 10 de junho de 2017, estrelada por Park Hae-jin, Park Sung-woong, Kim Min-jung, Chae Jung-an e Yeon Jung-hoon.

## Enredo
Uma celebridade de longa data, Yeo Woon-gwang (Park Sung-woong), de repente, precisa de um guarda-costas e contrata Kim Seol-woo (Park Hae-jin), um homem treinado em investigações especiais e um homem misterioso de muitos talentos. Na realidade, Seol-woo é um agente da NIS black ops que tem sua própria agenda e o papel de guarda-costas é apenas uma capa para alcançar seus objetivos. O drama é sobre os eventos contraditórios que eles encontram e o bromance entre a estrela e o guarda-costas. Além disso, Seol-woo se envolve romanticamente com Cha Do-ha (Kim Min-jung), gerente da Woon-gwang.

## Elenco

### Elenco principal
- Park Hae-jin como Kim Seol-woo
- Park Sung-woong como Yeo Woon-gwang
- Kim Min-jung como Cha Do-ha
- Chae Jung-an como Song Mi-eun
- Yeon Jung-hoon como Mo Seung-jae

### Elenco de apoio

#### Pessoas em torno de Cha Do-ha
- Kim Byung-se como Cha Myeong-seok
- Kim Bo-mi como Park Song-i

#### Pessoas em torno de Mo Seung-jae
- Kim Hyun-jin como secretário Jang Jang
- Jeon Kook-hwan como Mo Byung-do

#### Pessoas em torno de Song Mi-eun
- Lee Min-ho como Mo Jae-young

#### NIS
- Jang Hyun-sung como Jang Tae-ho
- Kang Shin-il como Im Suk-hoon
- Jeong Man-sik como Lee Dong-hyun
- Kim Jong-goo como Robert Yoon

#### Chewing Entertainment
- Lee Si-eon como Ji Se-hoon
- Oh Hee-joon como Yang Sang-sik
- Han Ji-seon como Choi Seol-a
- Lee Ah-jin como Son Jung-hye

#### Baek Corporation
- Cheon Ho-jin como legislador Baek
- Tae In-ho como Seo Ki-chul
- Moon Jae-won como líder da equipe Yong Jae-min
- Jo Seung-yeon como Choi Jae-hyuk

## Trilha sonora
1. Take Your Hand - VIXX
2. Destiny (운명처럼) - Park Boram, Basick
3. The Reasons (너란 이유) - Huh Gak
4. Full of Wonders (신비로운 걸) - Vromance
5. Open Your Mind (마음아 열려라) - Mamamoo
6. Aurora (오로라) - Yangpa
7. Map of Heart (마음의 지도) - Standing Egg
8. You - Czaer feat. Far East Movement e Babylon
9. Temperature of Tears (눈물의 온도) - Soul Latido

## Classificações
Na tabela abaixo, os números azuis representam as mais baixas classificações e os números vermelhos representam as classificações mais elevadas.
| Episódio | Data de transmissão original | AGB Nielsen    | AGB Nielsen | TNmS |
| Episódio | Data de transmissão original | Em todo o país | Seul        | TNmS |
| -------- | ---------------------------- | -------------- | ----------- | ---- |
| 1        | 21 de abril de 2017          | 4.055%         | 4.808%      | 3.6% |
| 2        | 22 de abril de 2017          | 4.074%         | 4.535%      | 4.1% |
| 3        | 28 de abril de 2017          | 2.527%         | 2.866%      | 2.4% |
| 4        | 29 de abril de 2017          | 3.462%         | 3.835%      | 3.0% |
| 5        | 5 de maio de 2017            | 3.229%         | 3.682%      | 2.4% |
| 6        | 6 de maio de 2017            | 2.452%         | 2.379%      | 2.8% |
| 7        | 12 de maio de 2017           | 3.289%         | 3.569%      | 3.7% |
| 8        | 13 de maio de 2017           | 4.028%         | 4.612%      | 3.7% |
| 9        | 19 de maio de 2017           | 2.988%         | 3.277%      | 2.5% |
| 10       | 20 de maio de 2017           | 2.356%         | 2.240%      | 3.0% |
| 11       | 26 de maio de 2017           | 2.828%         | 3.284%      | 2.9% |
| 12       | 27 de maio de 2017           | 3.290%         | 3.722%      | 3.0% |
| 13       | 2 de junho de 2017           | 2.498%         | 2.964%      | 2.5% |
| 14       | 3 de junho de 2017           | 3.092%         | 3.511%      | 3.4% |
| 15       | 9 de junho de 2017           | 2.601%         | 2.809%      | 2.8% |
| 16       | 10 de junho de 2017          | 4.022%         | 4.436%      | 3.9% |
| Média    | Média                        | 3.174%         | 3.533%      | 3.1% |

- Este drama foi transmitido por um canal de televisão por assinatura, que normalmente tem um público relativamente menor em comparação com as emissoras de televisão abertas (KBS, SBS, MBC e EBS).